# Municipio de Glostrup
El municipio de Glostrup (en danés: Glostrup Kommune) es un municipio suburbano y ciudad de la región de Hovedstaden, en la isla de Selandia (Sjælland), a unos 10 km al oeste de Copenhague, en el este de Dinamarca. El municipio tiene una superficie de 13,31 km² y una población total de 23 655 habitantes (2024). Su código postal es 2600. Su alcalde desde 2022 es Kasper Damsgaard, miembro del partido político Socialdemócratas (Socialdemokratiet). El municipio se estableció en 1841, a raíz de las reformas municipales de la década de 1840, clasificándose como municipio parroquial (sognekommune) hasta 1950, cuando la suburbanización de Copenhague pobló el municipio y se cambió el estatus a municipio urbano (købstadskommune). Entre 1947 y 1960, la población del municipio se duplicó debido a la expansión de los suburbios de Copenhague, que alcanzaron el municipio en la posguerra. Glostrup fue designado como nuevo suburbio a lo largo del dedo occidental de Tåstrup del Proyecto de los Dedos de Copenhague de 1947.
La principal ciudad y sede de su ayuntamiento es la localidad de Glostrup, donde viven tres cuartas partes de la población. Otras ciudades del municipio son Hvissinge y Ejby. Hasta 1974, la ciudad de Avedøre también pertenecía a este municipio. Al ser un exclave, se fusionó con el vecino municipio de Hvidovre.
Los municipios vecinos son Rødovre al este, Herlev y Ballerup al norte, Albertslund al oeste y Brøndby al sur.
Glostrup no se fusionó con otros municipios el 1 de enero de 2007, como resultado de la Kommunalreformen ("La reforma municipal" de 2007) a nivel nacional.
La iglesia de Glostrup tiene su origen en el siglo XII.

## Política

### Consejo municipal
El consejo municipal de Glostrup está formado por 19 miembros, elegidos cada cuatro años.
A continuación se presentan los concejos municipales elegidos desde la Reforma Municipal de 2007 .
| A                                           | C | F | G | O | V | Ø |    |       |                    |                   |
| 2005                                        | 8 | 1 | 2 |   | 2 | 4 |    | 17    | 63,7%              | Søren Enemark (A) |
| 2009                                        | 6 | 2 | 4 | 1 | 3 | 3 | 19 | 60,6% | Juan Engelhart (V) |                   |
| 2013                                        | 7 |   | 1 |   | 3 | 7 | 19 | 1     | Juan Engelhart (V) | 66,7%             |
| 2017                                        | 7 | 1 | 1 | 2 | 7 | 1 | 19 | 64,8% | Juan Engelhart (V) |                   |
| Datos de Kmdvalg.dk 2005, 2009, 2013 y 2017 |   |   |   |   |   |   |    |       |                    |                   |

## Monumentos

### Ayuntamiento
Tras un periodo de administración en una mansión, el municipio de Glostrup decidió construir un nuevo ayuntamiento en 1953. Tras un concurso, Arne Jacobsen fue elegido arquitecto. El nuevo ayuntamiento se inauguró en 1959.

## Economía

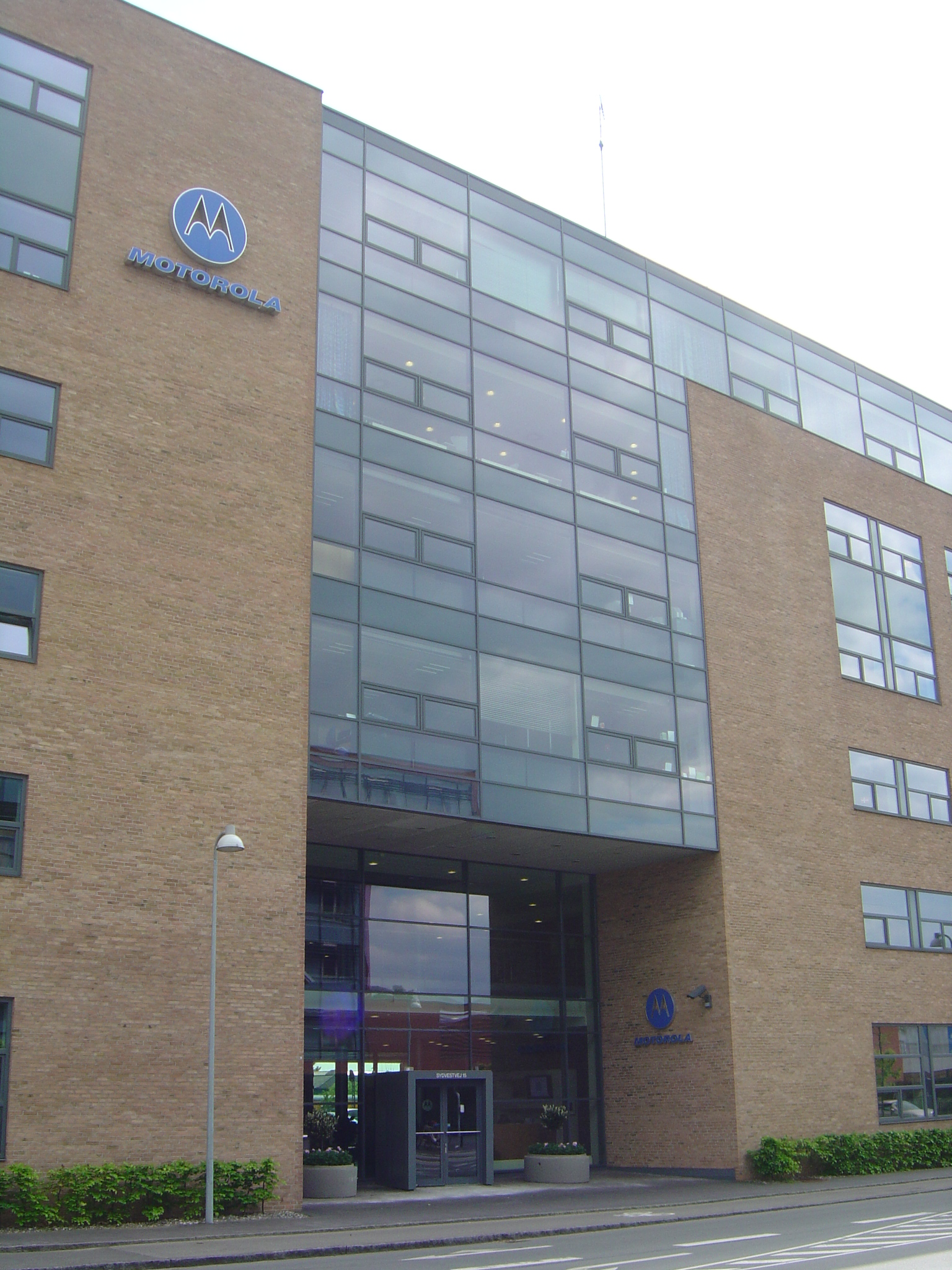
La sede central de la filial danesa de Motorola

El municipio cuenta con el doble de empleados que de población activa, y se apoya en la industria tradicional, el comercio y las instituciones públicas.
El mayor empleador del municipio es el Hospital Glostrup, con 2500 trabajadores. Vestforbrænding, en Ejby, es la mayor planta incineradora de Dinamarca. Entre las principales empresas con sede en el municipio se encuentran Pandora y Kopenhagen Fur. Entre las empresas internacionales, cuyas filiales danesas tienen su sede en Glostrup, figuran Grontmij y Motorola Solutions.

## Vivienda
La mayor parte del parque de viviendas del municipio se construyó entre 1950 y 1975. El 42% de sus viviendas son propiedad de corporaciones de vivienda pública, principalmente Glostrup Boligselskab, creada por el posterior alcalde Valdemar Hansen en 1943. Como resultado de la influencia de la corporación de viviendas, más de la mitad del parque de viviendas tiene entre 60 y 99 metros cuadrados.
Debido al aumento de la población en la zona de Copenhague, el Ayuntamiento de Glostrup adoptó en 2011 una estrategia para construir 2000 nuevas viviendas en los próximos cuatro años. Se trata principalmente de viviendas unifamiliares y adosadas proyectadas en antiguas zonas industriales. 

## Parques y espacios abiertos

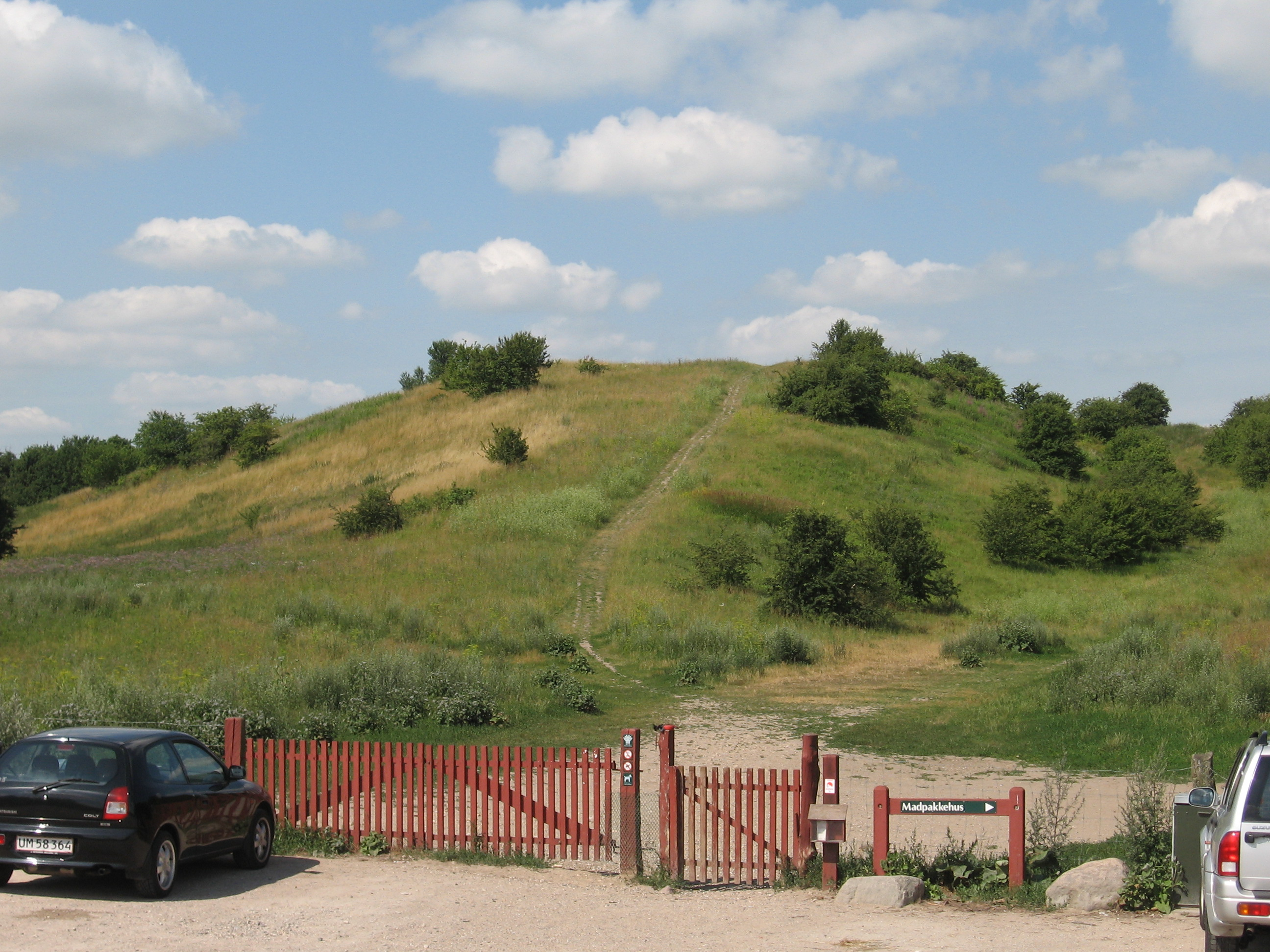
Oxbjerg, una colina artificial en el Bosque del Oeste

El mayor espacio verde del municipio de Glostrup es Vestskoven («El bosque del Oeste»), que limita con Albertslund, donde se encuentra la mayor parte de sus 13 kilómetros cuadrados. La Rambla Oeste sigue el límite oriental del municipio. Ehby Bog se halla en el extremo noreste, en la frontera con Ballerup. 

## Población
La tabla muestra la población del municipio de Glostrup desde 1890. Obsérvese el descenso de la población tras la transferencia de Avedøre al municipio de Hvidovre en 1974.
| Año  | Población | Año  | Población |
| ---- | --------- | ---- | --------- |
| 1890 | 1.709     | 1965 | 26.898    |
| 1916 | 4.948     | 1970 | 28.234    |
| 1921 | 3.836     | 1975 | 20,596    |
| 1925 | 4.480     | 1980 | 19,553    |
| 1935 | 7.034     | 1985 | 19.696    |
| 1940 | 8,623     | 1990 | 19.747    |
| 1945 | 10.082    | 1995 | 20,263    |
| 1950 | 13.025    | 2000 | 20,229    |
| 1955 | 15.883    | 2005 | 20.785    |
| 1960 | 21.845    | 2010 | 21.296    |

## Ciudades gemelas – ciudades hermanas
Glostrup está hermanado con: 
- Kotka, Finlandia
- Landskrona, Suecia